# Ladies Tour of Qatar
Il Ladies Tour of Qatar (it. Giro del Qatar femminile) è una corsa a tappe femminile di ciclismo su strada che si disputa in Qatar nel mese di febbraio. È la gara di apertura del Calendario internazionale femminile UCI classe 2.1.

## Storia
È stata creata nel 2009 dall'Amaury Sport Organisation, che organizza anche l'edizione maschile, su richiesta della decima sposa dell'emiro del Qatar Hamad bin Khalifa Al Thani.
La prima edizione si è svolta in tre tappe, dall'8 al 10 febbraio 2009, ed è stata vinta dall'olandese Kirsten Wild, che si è ripetuta l'anno successivo e nel 2013, aggiudicandosi anche la seconda e la quinta edizione. Nel 2011 la vittoria è andata all'altra olandese Ellen van Dijk, nel 2012 alla tedesca Judith Arndt.

## Albo d'oro
Aggiornato all'edizione 2016.
| Anno | Vincitrice           | Seconda          | Terza           |
| ---- | -------------------- | ---------------- | --------------- |
| 2009 | Kirsten Wild         | Giorgia Bronzini | Kirsty Broun    |
| 2010 | Kirsten Wild         | Giorgia Bronzini | Rasa Leleivytė  |
| 2011 | Ellen van Dijk       | Charlotte Becker | Iris Slappendel |
| 2012 | Judith Arndt         | Trixi Worrack    | Kirsten Wild    |
| 2013 | Kirsten Wild         | Chloe Hosking    | Ellen van Dijk  |
| 2014 | Kirsten Wild         | Amy Pieters      | Chloe Hosking   |
| 2015 | Elizabeth Armitstead | Chloe Hosking    | Ellen van Dijk  |
| 2016 | Trixi Worrack        | Romy Kasper      | Ellen van Dijk  |